# Mehrschichtverbundrohr

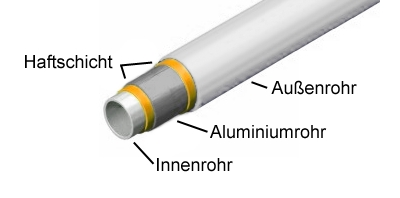
Aufbau eines Mehrschichtverbundrohres

Mehrschichtverbundrohre sind Rohre, die sich aus verschiedenen Materialien zusammensetzen. Weit verbreitet sind Mehrschichtverbundrohre, die im Kern aus Aluminium bestehen. Der Aluminiumkern ist mittels einer Haftschicht beidseitig beispielsweise durch vernetztes Polyethylen (PE-XE) umgeben. Solche Rohre gibt es mit einem Außendurchmesser von 14, 16, bis zu 110 mm, die Wandstärke erreicht hersteller- und dimensionsabhängig 2 bis 10 mm.

## Verarbeitung
Die Mehrschichtverbundrohre sind im Gegensatz zu reinen Kunststoffrohren sehr leicht zu biegen. Durch die Aluminium-Zwischenschicht sind die Rohre unter anderem für Sauerstoff undurchlässig; somit gibt es keinen Sauerstoffeintrag ins Heizwasser und keine wasserseitige Korrosion in ungeschützten Stahlteilen wie Heizkörpern und Heizkesseln. Die Rohre sind formstabil, haben ein geringes Gewicht, sind einfach zu verlegen und eignen sich für fast alle Arten von Installationen, wie beispielsweise Heizung, Sanitär, thermoaktive Bauteilaktivierung, Fußboden- und Wandheizungen, Druckluftversorgung, industrieller Rohrleitungsbau und seit 2008 auch für die Gasversorgung.
Es werden Press-, Steck-, Schraubverbindungen und Schiebehülsentechnik verwendet. Für erstere benötigt man spezielle Zangen, um den benötigten Pressdruck, sowie die für das System vorgesehene Presskontur zu erzielen. Die Schraub- und Steckverbindungen hingegen sind in lösbaren und unlösbaren Varianten erhältlich. Da die für Press- und Schiebehülsentechnik benötigten Werkzeuge recht teuer sind, können Schraubverbindungen im Amateurbereich eine preislich günstige Lösung sein. Der Fachmann setzt allerdings oft auf die Pressverbindung, weil er damit schneller und wirtschaftlicher arbeiten kann.

## Strömungswiderstand der Rohre und Fittings
Der Druckverlust entlang durchströmter Leitungen ist vergleichbar mit Kupferrohren mit gleichem Innendurchmesser.
Bedingt durch die Konstruktion der Fittings (Verjüngung) kommt es jedoch zu einem erhöhten Druckverlust bei den Fittings verglichen mit Kupferrohrfittings.
Es gibt wohl einige Hersteller, die ohne Verjüngung in den Fittings auskommen. Bei Schiebehülsensystemen wird das durch Aufweiten des Rohres vor der Montage erreicht.
Überschlagsmäßig können Hersteller für den Druckverlust im jeweiligen Fitting eine entsprechende Rohrlänge angeben, die pro Fitting zur tatsächlichen Rohrlänge addiert werden muss, um den realen Druckverlust annähernd zu bestimmen. Beispiel: Rohr mit 20 mm Innendurchmesser mit 3 m Länge plus ein Bogen und zwei Anschlussmuffen.
3 m (Rohr) + 1,3 m (Muffe) + 1,3 m (Knie) + 1,3 m (Muffe) = 6,9 m. Somit gilt etwa, dass es bei Installation mit kurzen Leitungslängen ungefähr zu einer Verdoppelung der Druckverluste im Vergleich mit Kupferrohren kommt.

## Haltbarkeit
Bislang gibt es noch keine Erfahrungswerte, wie viele Jahre solche Systeme dicht sind, da sie erst seit 1990 eingesetzt werden. Hingegen sind die Schnelligkeit der Verarbeitung sowie die Flexibilität der Verlegung der große Vorteil dieser Rohre.

## Normen und Standards
- DIN 16836 – Mehrschichtverbundrohre - Polyolefin-Aluminium-Verbundrohre - Allgemeine Anforderungen und Prüfungen
- DIN 16837 – Mehrschichtverbundrohre - Mehrschicht-Kunststoffverbundrohre - Allgemeine Anforderungen und Prüfungen